# 거북이가 죽었다
거북이가 죽었다(Source of the Odour)는 한국에서 제작된 김효은 감독의 2021년 영화이다. 이연 등이 주연으로 출연하였다.
김효은 감독은 제26회 부산국제영화제의 우연과 상상 부문에서 수상했다.

## 출연

### 주연
- 이연
- 김인경
- 이슬이